# Grignoncourt
Grignoncourt település Franciaországban, Vosges megyében. Lakosainak száma 47 fő (2022. január 1.). Grignoncourt Lironcourt, Bousseraucourt, Jonvelle, Châtillon-sur-Saône és Fignévelle községekkel határos.

## Népesség
A település népességének változása:
| Lakosok száma | 41   | 38   | 37   | 40   | 43   | 46   | 47   | 46   | 47   |
|               | 2013 | 2015 | 2016 | 2017 | 2018 | 2019 | 2020 | 2021 | 2022 |